# Hassan Tabar
Hassan Tabar (en persan : حسن تبار) est né à Qazvin en Iran. Diplômé de l'Université Paris Sorbonne-Paris IV, Docteur en musique et musicologie (Ethnomusicologie), il acquit une solide connaissance du radif vocal auprès d’Ali Akbar Khorram. Il poursuit ses études au Centre de Protection et Diffusion de la Musique de Téhéran avec Masoud Shenâssâ.
Installé en France depuis 1985, il donne des concerts dans toute l'Europe et continue d'y enseigner. Il a enregistré cinq albums de santur et a dirigé la publication d'une collection de CD (Musique Authentique Iranienne) au Club du Disque Arabe.
Il a publié un livre aux éditions "L´Harmattan" (Paris) : Les transformations de la musique Iranienne au début du XXe siècle (1898–1940).
Hassan Tabar est membre de la Société Française d´Ethnomusicologie (S.F.E.).

## Discographie
- 2004 : IRAN, Paris, Air Mail Musique, SA 141 108.
- 2000 : Musique classique iranienne,Paris, Nahda, AIA CD 9908.

(Recommandé par la revue Répertoire)
- 1999 : Musique classique iranienne,Paris, Sunset Music, PS65216.
- 1996 : Musique classique iranienne, Paris, Al Sur, Al CD 179.

(**** Monde de la Musique)
- 1993 : Musique traditionnelle iranienne, Paris, CDA, AAA 082.

(ffff Télérama)

## Discographie( Collaboration )
- 2012 : Eshâreh, Ostâd Jamshid Shemirani,Téhéran, Mâhur.
- 2009: Daphne sur les ailes du vent, XVIII-21, le Baroque Nomade, Jean-Christophe

Frisch,Paris, Arion, AR 124.
- 1999 : Orient, Musique Persane,Paris, Universal Music, UN-777.

## Discographie (Production)
- 2001 : Behnam Samani, Iranian Percussions, Paris, Playa Sound PS 6524.
- 2001 : Navid Afghah, Tombak, Paris, Club du Disque Arabe, CD, AAA. 200,

collection Musique authentique iranienne dirigée par Hassan Tabar),
- 1999 : Mas’ud Shaari, Setâr, Paris, Club du Disque Arabe, CD, AAA. 171, collection

Musique authentique iranienne dirigée par Hassan Tabar).
- 1999 : Mansur Nariman, Musique iranienne,Oud, Club du Disque Arabe, CD, AAA

181, collection Musique authentique iranienne dirigée par Hassan Tabar).
- 1997 : Mehdi Azarsina, Musique iranienne authentique, kamancheh, Paris, Club du

Disque Arabe, CD, AAA 141, collection Musique authentique iranienne dirigée par
Hassan Tabar).
- 1996 : Mas’ud Shenâssâ, Santur, Paris, Club du Disque Arabe, AAA. 140, collection

Musique authentique iranienne dirigée par Hassan Tabar).
- 1995 : Farâmarz Pâyvar, Musique classique iranienne / Classic music of Iran, Nanterre,

ALCD 164.

## Ouvrage
- Le santur persan,Paris, Geuthner, 2013.
- Les transformations de la musique iranienne au début du XXe siècle (1898-1940): Les

premiers enregistrement en Iran, Paris, L'Harmattan, 2005.